# 泰皮恩·欧立根
泰皮恩·欧立根爵士（1939年1月1日—），新西兰毛利族学者、公司董事。

## 生平

### 20世纪
泰皮恩·欧立根的父亲是新西兰政治人物、医生罗兰·欧立根，祖父是国会议员帕特里克·欧立根。泰皮恩·欧立根以纳塔胡信托委员会主席的身份最为知名，于1974年和罗兰·欧立根共同代表新西兰工党参与惠灵顿港口委员会选举。尽管得票不低，欧立根仍未获得席次。
由于为毛利人社群贡献突出，欧立根于1994年获封下级勋位爵士。

### 21世纪

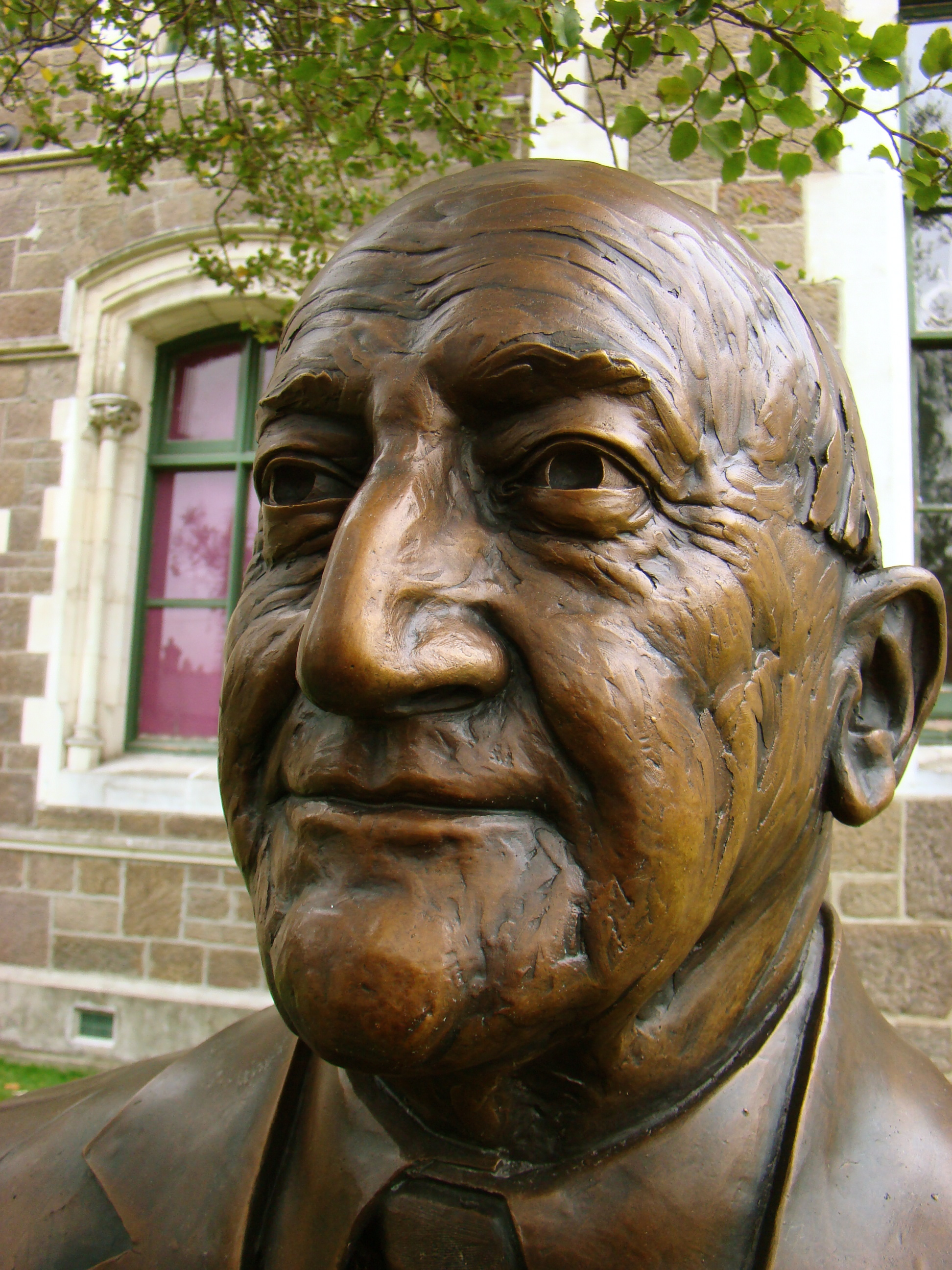
欧立根在《基督城十二英杰》中的铜像

2009年，泰皮恩·欧立根被选为“基督城十二英杰”之一，其铜像立于基督城艺术中心外。2012年6月，欧立根把祖传的毛利式拐杖遗落在新西兰广播电台外，不久后于新西兰国立博物馆寻回。
欧立根还是米尔福德达特有限公司的总监，该公司曾建议在新西兰南岛南阿尔卑斯山脉修建隧道，以节省往返皇后镇和米尔福德峡湾的时间。这一建议获得了新西兰环境保护部批准，但由于隧道要下穿一处国家公园和世界遗产而招致反对。欧立根认为不修建隧道，则往返两地间需要11个小时“极为荒谬”，力争修建隧道；但在2013年10月，时任环境保护部长尼克·史密斯以隧道将严重影响自然环境为由拒绝了修建隧道的提案。